# Mauricio Corzo
Mauricio Corzo (Santiago del Estero, Argentina, 2 de julio de 1995) es un baloncestista argentino que se desempeña como alero.

## Trayectoria

### Clubes
| Club                          | País      | Año         |
| ----------------------------- | --------- | ----------- |
| 9 de Julio de Río Tercero     | Argentina | 2011 - 2015 |
| Atenas de Córdoba             | Argentina | 2015 - 2016 |
| Olímpico                      | Argentina | 2016        |
| San Isidro                    | Argentina | 2016 - 2017 |
| Oberá                         | Argentina | 2017 - 2018 |
| San Isidro                    | Argentina | 2018 - 2019 |
| Atenas de Carmen de Patagones | Argentina | 2019 - 2020 |
| Libertad                      | Argentina | 2020 - 2021 |
| San Lorenzo                   | Argentina | 2021 - 2022 |